# Classe Dreadnought
A Classe Dreadnought é a futura linha de submarinos nucleares de mísseis balísticos da qual visa a substituir as unidades da Classe Vanguard atualmente ao serviço da Marinha Real Britânica.

## Descrição

### Poder nuclear[3]
Os Dreadnought assumirão o papel de principais dissuasores nucleares do Reino Unido, com cada submarino abrangendo três compartimentos de mísseis balísticos com capacidade para quatro silos de lançamento cada ("Quack pack") e um total de doze UGM-133 Trident II/ D5.

### Furtividade[5]
Estes serão os primeiros da Marinha Real a empregar lemes em X, anteriormente os submarinos usavam lemes tradicionais devido às velocidades e profundidades das quais operavam. Devido melhorias no controle e segurança, agora é possível a implementação desses novos lemes que irão situar-se na frente do mais recente propulsor pump-jet e servirão para reduzir o seu ruído, principalmente a altas velocidades.
Citando que o propulsor operado pelos Dreadnought é o mais rápido da Marinha até ao momento.

## Submarinos da classe
| Nome               | Construtor                                              | Começo da construção | Comissionamento  | Status        |
| ------------------ | ------------------------------------------------------- | -------------------- | ---------------- | ------------- |
| HMS Dreadnought    | Estaleiros de submarinos BAE Systems, Barrow-in-Furness | outubro de 2016      | 2030 (previsto)  | Em construção |
| HMS Valiant        | Estaleiros de submarinos BAE Systems, Barrow-in-Furness | 2019                 | (por determinar) | Em construção |
| HMS Warspite       | Estaleiros de submarinos BAE Systems, Barrow-in-Furness | fevereiro de 2023    | (por determinar) | Em construção |
| HMS King George VI | Estaleiros de submarinos BAE Systems, Barrow-in-Furness | -                    | (por determinar) | Anunciado     |